# Leptotarsus (Longurio) neorinus
Leptotarsus (Longurio) neorinus is een tweevleugelige uit de familie langpootmuggen (Tipulidae). De soort komt voor in het Oriëntaals gebied.